# Punta Cialancia
La Punta Cialancia (2.855 m s.l.m.) è una montagna delle Alpi del Monginevro nelle Alpi Cozie. 

## Toponimo

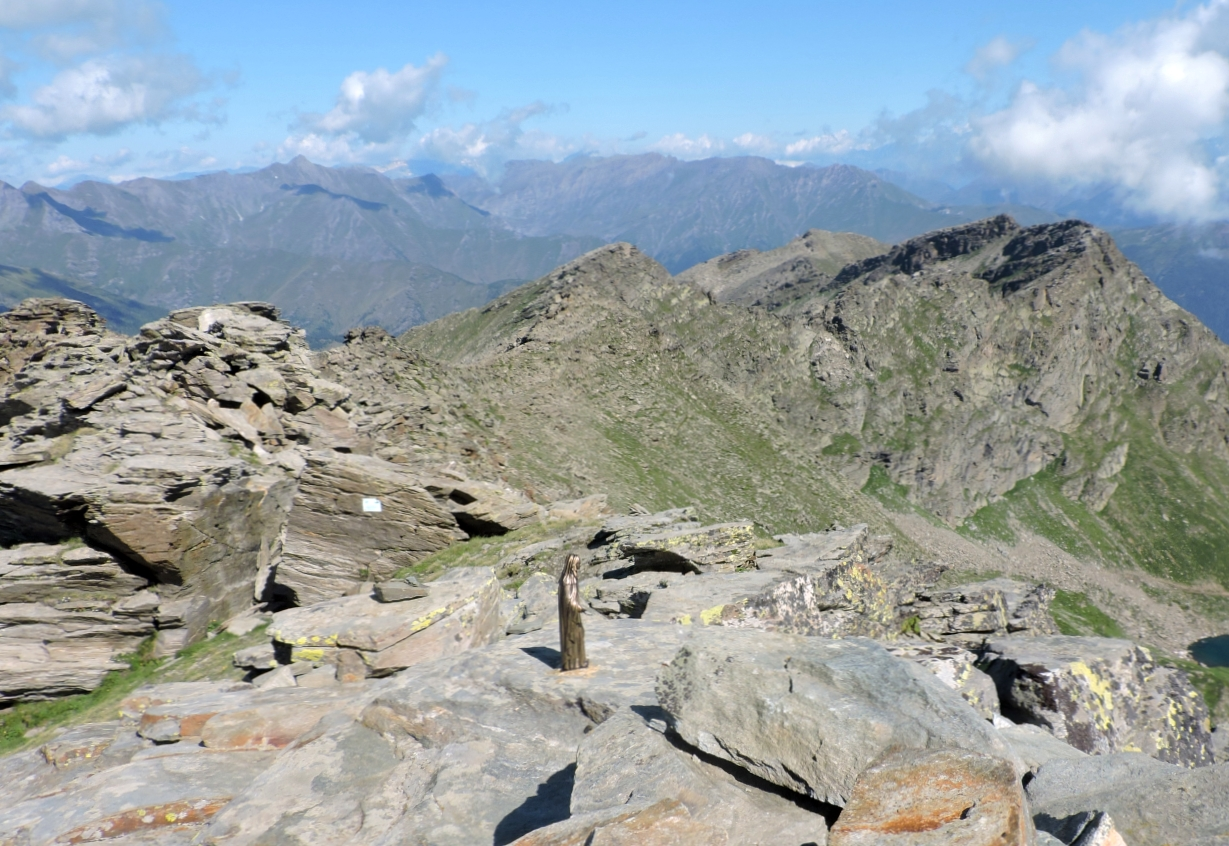
La vetta della Cialancia

Il termine cialancio in lingua occitana significa valanga, e la montagna probabilmente ha preso questo nome per la notevole attività valanghiva e di scarico di pietrame dei canaloni che scendono dalla sua cima.

## Descrizione
La punta Cialancia si trova nella città metropolitana di Torino (Piemonte), in Val Germanasca.
La montagna è collocata, non lontana dalla Punta Cornour, sul crinale che divide la Conca Cialancia (percorsa dall'omonimo rio Cialancia affluente in destra idrografica del Germanasca nei pressi di Perrero) dall'Altopiano dei Tredici Laghi. Ai piedi della montagna a nord-est è collocato il Parco naturale di Conca Cialancia. A nord-ovest il Passo della Cialancia (2683 m) la separa dalla Punta Founset.

## Accesso alla vetta
Si può salire sulla vetta partendo dalla Conca Cialancia, conca che troviamo sulla sinistra salendo la Val Germanasca fin oltre Perrero. In alternativa si può partire da Ghigo di Prali, utilizzando eventualmente la seggiovia che parte nel primo tratto per abbreviare il percorso.